# Holmfirth
Holmfirth è un paese di 17.970 abitanti della contea del West Yorkshire, in Inghilterra. Si trova nella parrocchia civile della Holme Valley.